# José Franchy y Roca
José Franchy y Roca (Las Palmas de Gran Canària, 24 d'abril de 1871 - Ciutat de Mèxic, Mèxic 8 de novembre de 1944) fou un polític canari, destacat líder del republicanisme federal.

## Biografia
Advocat i periodista de professió, Franchy y Roca va fundar, en 1902, el Partit Republicà Federal i la Federació Obrera Canària. En la seva faceta com a periodista va fundar els periòdics Las Efemérides (1899) i El Tribuno (1903), aquest últim com òrgan de difusió del seu partit polític. En els seus orígens polítics, fou un ferm defensor dels drets de la classe obrera, que va organitzar els gremis per a la reivindicació laboral, principalment el de treballadors portuaris, qui van promoure en 1910 la primera vaga esdevinguda a Puerto de La Luz. Anys més tard adquiriria, en nom de la Societat d'Obrers del Carbó, un solar en el barri de La Isleta per a construir la Casa del poble. L'edificació es va començar a aixecar el 1913 i el 1936 va ser volada amb explosius com una mostra de poder dels militars franquistes durant l'Alçament Nacional.
Acuitat per una difícil situació econòmica, Franchy Roca decidí traslladar-se a l'Espanya peninsular, assentant-se a Madrid. Allí es va presentar a unes oposicions per a Secretari de Govern de l'Audiència Territorial de Sevilla, plaça que va obtenir el 1915. A les eleccions generals espanyoles de 1931, sent secretari de govern de l'Audiència Territorial de La Corunya va ser elegit diputat per Las Palmas pel Partit Republicà Democràtic Federal, i poc després, al juliol de 1931, va ser designat Fiscal General de l'Estat en la República, càrrec del qual dimitiria anys més tard, després d'aprovar-se per les Corts Constituents la Llei de Defensa de la República.
Manuel Azaña, en el seu segon mandat com a President de la Segona República en 1933, va designar a Franchy y Roca per a dirigir el Ministeri d'Indústria i Comerç, no obstant això el seu mandat seria breu, ja que només va romandre tres mesos en el càrrec, tornant a Gran Canària. Iniciada la Guerra Civil, Franchy y Roca es va exiliar a Mèxic on va morir en 1944. Les seves restes mortals van ser traslladades en 1976 a la seva ciutat natal de Las Palmas de Gran Canària, on es va donar el seu nom a un dels seus carrers en la seva memòria.